# インフィニット・クライシス
『インフィニット・クライシス』(Infinite Crisis)は、2005年から2006年にかけてDCコミックスから出版されたクロスオーバーのストーリー展開、及びコミックのタイトルである。1985年のクロスオーバー『クライシス・オン・インフィニット・アース』の続編。

## あらすじ
バットマンは監視衛星のブラザーアイを乗っ取られ、スーパーマンは洗脳されヒーローたちを攻撃、ワンダーウーマンはマックスウェル・ロードを殺害した映像が世界中に公開される。月面基地のウォッチタワーも破壊され、さらにOMACsの総攻撃と事態は悪化の一途をたどり3人には確執が生まれていた。事態を重く見たアレクサンダー・ルーサー、スーパーボーイ・プライム、「アース2」のスーパーマンとロイス・レーンは、次元の壁を破りポケット・ユニバースから地球へ向かう。
「アース2」のスーパーマンはパワーガールに記憶を取り戻させ再会の喜びを分かち合う。さらにバットマンのもとへ向かい「アース2」を再生するために協力を求める。バットマンは地球を再生する行為の危険性を察してクリプトナイトの指輪を向けるが、並行世界のスーパーマンに効果は無くヒートビジョンで破壊される。2人が決別した後、バットマンが破壊される直前のウォッチタワーの記録映像を調査すると、そこにはスーパーボーイ・プライムがマーシャン・マンハンターを誘拐する一部始終が映っていた。そしてパワーガールもまたスーパーボーイ・プライムに攻撃される。
アレクサンダー・ルーサーとスーパーボーイ・プライムは、同時多発的に起きた事件を裏で手引きし、消滅した「アース2」と「アースプライム」の再生と地球を新しく作り変える振動装置を組み立てていた。アレクサンダーはこれまで行われてきた「ヒーローたちの失敗」がこの決断に至った要因だと語る。
スーパーボーイ・プライムはスモールヴィルへ向かい、この地球のスーパーボーイであるコナー・ケントを攻撃する。ティーン・タイタンズ、ジャスティス・ソサエティ、ドゥーム・パトロールも加勢するが、錯乱したスーパーボーイ・プライムは力をもてあまし数人のヒーローを殺害する。フラッシュとキッド・フラッシュが駆け付け、スーパーボーイ・プライムをスピードフォースへと閉じ込める。一方、アレクサンダー・ルーサーはサイコパイレートの能力でブラックアダムを操り、シャザムのエネルギーで振動装置を起動させ、消滅していた並行世界の地球を再生する。
「アース2」が再生され喜ぶスーパーマンとロイスだったが、直後にロイスは高齢が原因で命を落とす。悲嘆にくれるスーパーマンは、その声を聞きつけ駆け付けた「アース1」のスーパーマンに怒りをぶつけ、戦闘はワンダーウーマンが制止するまで続いた。バットマンはヒーローを集め部隊を編成してブラザーアイの破壊へ向かい、ナイトウィングは回復したコナー・ケントとキャシー・サンズマークの3人でアレクサンダー・ルーサーのもとへ向かう。そしてスーパーボーイ・プライムもスピードフォースから抜け出し、アンチモニターをかたどった鎧を身につけ現れる。
アレクサンダー・ルーサーは宇宙の中心に干渉して並行世界の地球を組み合わせ「完璧な地球」の創造を始める。ナイトウィングたちがそれを妨害し、コナー・ケントとスーパーボーイ・プライムは再び戦闘になる。コナーが身を挺して振動装置を破壊したことで並行世界の地球は再び1つのニューアースになり、バットマンがブラザーアイの軌道を逸らして墜落させOMACsは機能を停止する。スーパーボーイ・プライムはアレクサンダーがもはや「アースプライム」を再生する気が無いことを知ると、自身でビッグバンを起こすため惑星オアへ向かう。
スーパーボーイ・プライムはグリーンランタンの防衛線を突破するが、「アース2」と「アース1」のスーパーマンに阻止され惑星モゴへ墜落する。赤い太陽のもとで3人の戦いは続き、「アース2」のスーパーマンは激闘の末に死亡し、スーパーボーイ・プライムは倒されグリーンランタンに捕縛される。激昂したバットマンがアレクサンダー・ルーサーに銃を突きつけるがワンダーウーマンに諭され思い止まる。エネルギーを使い果たし能力を失ったアレクサンダーは逃亡するが、ゴッサム・シティの裏路地でジョーカーに殺害される。

## 登場人物
スーパーマン (アース2) (Superman/Kal-L)
「アース2」のスーパーマン。妻のロイスやアレキサンダーと共にポケット・ユニバースから地球を見守っていた。徐々にヒーローたちの行為に疑問を持ち始める。
ロイス・レーン (Lois Lane)
「アース2」のロイス・レーン。「アース2」消滅後はアレキサンダーに保護されポケット・ユニバースで夫のスーパーマンとささやかな幸せを感じながら過ごしている。
アレクサンダー・ルーサー (Alexander Luthor Jr.)
「アース3」の生き残り。アンチモニターとの戦いではヒーローたちを支援し活躍した。しかし徐々に人間性を失っていき「失敗作」である地球の再構築を目論むようになる。
スーパーボーイ・プライム (Superboy-Prime)
「アースプライム」の生き残り。消滅した出身の地球に執着し不満を募らせていた。時間軸の壁を部分的に殴り壊したことで、地球を再構築できる可能性に気付く。

## 書誌情報

### 翻訳版
- インフィニット・クライシス (2017年)

ヴィレッジブックス刊。ISBN 978-4-86491-360-7

### 原語版
- Infinite Crisis (hardcover) ISBN 978-1401209599
- Infinite Crisis (softcover) ISBN 978-1401210601
- Infinite Crisis Companion ISBN 978-1401209223
- Infinite Crisis Omnibus ISBN 978-1401283278